# Roppongi Shinjyu
Singles de Nanase Aikawa
Owarinai Yume
(2002) Shock of Love
(2003)
Roppongi Shinjyu est le 21e single de Nanase Aikawa, sorti sous le label Avex Trax le 9 octobre 2002 au Japon. Il atteint la 10e place du classement de l'Oricon et reste classé pendant 5 semaines pour un total de 26 000 exemplaires vendus. Roppongi Shinjyu est une reprise d'une chanson de Ann Lewis. Roppongi Shinjyu se trouve sur les compilations ID：2 et Rock or Die.

## Liste des titres
| 1. | Roppongi Shinjuu (六本木心中)                   |  |
| 2. | Utsukushii Hibiki (美しい響)                    |  |
| 3. | Roppongi Shinjuu (dj ajapai remix) (六本木心中) |  |
| 4. | Roppongi Shinjuu (CMJK Mix) (六本木心中)        |  |
| 5. | Roppongi Shinjuu (Instrumental) (六本木心中)    |  |